# João Soares Lisboa
João Soares Lisboa (Portugal, data desconhecida — 30 de setembro de 1824) foi um editor e jornalista português radicado no Brasil, primeiramente no Rio de Janeiro.
Veio muito jovem para o Brasil, destacando-se à época da Independência, quando publicou, de abril a outubro de 1822, o periódico Correio do Rio de Janeiro, tornando-se um dos líderes populares na defesa da emancipação política do país.
Em 1824 Lisboa juntou-se a Frei Caneca na Confederação do Equador, vindo a perecer em combate contra as forças imperiais.

## Biografia

### Nascimento e chegada ao Brasil
Não existem informações fidedignas e registros oficiais quanto ao nascimento e a vinda de João Soares Lisboa para o Brasil. Sabe-se que ele chegou ainda jovem de Portugal, sem a exatidão da idade, e que ele foi radicado primeiramente no Rio de Janeiro, onde começou a carreira de jornalista, vindo a se tornar editor do Correio do Rio de Janeiro, no dia 10 de abril de 1822.

### Prisão e morte
Por conta da linha editorial do Correio do Rio de Janeiro, que defendia a emancipação do Brasil, João Soares Lisboa acabou fazendo inimigos na corte, alguns deles muito influentes. As publicações custaram a João Soares Lisboa vir a ser o primeiro editor processado no Rio de Janeiro, pelo que atualmente denominaríamos crime de imprensa. Os jurados nomeados não conseguiram encontrar crime no réu, que divulgava princípios republicanos e democráticos em sua folha.
O forte envolvimento do jornalista nas questões políticas, principalmente nos meses que antecederam a Independência do Brasil, além da série de publicações de seu jornal, acabaram fazendo com que ele fosse preso no dia 22 de outubro de 1822. No dia 30 do mesmo mês, ele, junto de outros republicanos, foi acusado de estar tramando uma conspiração para a mudança do sistema de governo. Os documentos apontavam que existia um grupo de pessoas "espalhando doutrinas erradas, e contrárias ao sistema do Governo estabelecido, já em público, já em associações particulares, [que] pretendiam desacreditar o mesmo governo, alterar sua forma, e fomentar a discórdia e a guerra civil".
Em novembro de 1822, José Bonifácio de Andrada e Silva, "inimigo declarado" de João Soares Lisboa, exigiu que uma devassa investigasse e identificasse os "partidistas", "os terríveis monstros desorganizadores", "os facciosos e inimigos da tranqüilidade pública, traidores ao Império", pois, "conspirando contra o Governo", fomentavam "a anarquia, e a guerra civil".
Todos originalmente presos, além de João Soares Lisboa, acabaram sendo absolvidos. Com isso, o editor foi exilado em Buenos Aires, mas acabou voltando para o Brasil, em 1823. Foi preso novamente, assim que retornou, e continuou escrevendo o Correio do Rio de Janeiro.
Em dezembro de 1823, recebeu anistia dos "crimes" que havia cometido, mediante a condição de deixar o Brasil. João Soares Lisboa acabou descumprindo a condição e se dirigiu a Pernambuco, onde aderiu à Confederação do Equador. No dia 30 de setembro de 1824, morreu em combate.
Após a sua morte, Frei Caneca escreveu:
"Português de nascimento, era brasileiro por afeição; decidiu-se pela liberdade do Brasil e por esta se dedicou a escrever o 'Correio do Rio de Janeiro', o único periódico do Rio, dito pelos franceses. Pelo periódico de oposição, pela sua decisão a favor da liberdade, foi degredado para Buenos Aires e depois pela intriga dos Andradas oito meses preso no Rio de Janeiro, para ser degredado por oito anos, saindo da prisão depois da dissolução da Assembleia, por um chamado perdão, dado pelo imperador; e se passou a Pernambuco e trabalhou quanto esteve em seu poder para sustentar a liberdade das províncias do norte, contra o despotismo do Rio de Janeiro, e para melhor se entender o plano da tirania escreveu 'O Desengano dos brasileiros'. (…) Foi enterrado no álveo do rio Capibaribe".

## O Correio do Rio de Janeiro
João Soares Lisboa foi o editor do jornal Correio do Rio de Janeiro. Primeiro jornal diário do Brasil, o periódico teve sua primeira publicação no dia 10 de abril de 1822, três meses após o Dia do Fico. As publicações se caracterizavam pelos ideais libertários e de emancipação do Brasil, incluindo pensamentos democráticos de nação. Com isso, acabou polarizando discussões à época da independência, rivalizando com outros jornais e até causando insatisfação por parte do príncipe regente D. Pedro I.
O Correio chegou, inclusive, a fazer uma espécie de campanha para incentivar a população a pensar no voto direto. No dia 18 de maio de 1822, João Soares Lisboa convidou os leitores a se dirigirem à Tipografia Silva Porto & Cia., onde era impresso o periódico e à Loja da Gazeta para apontarem se eram favoráveis à eleições diretas ou indiretas à Constituinte.

### Primeira fase
A primeira fase do Correio do Rio de Janeiro, editada diretamente por João Soares Lisboa ainda em liberdade, vai até o dia 21 de outubro de 1822. Seguindo a linha editorial de ser a "voz" de um povo que nasceu para ser independente, o jornal foi fiel os ideais de seu principal editor e de seus companheiros.
Durante este momento, fora publicado um total de 708 páginas.

### Segunda fase
A segunda - e derradeira - fase do jornal foi editada de maio a novembro de 1823, quando foi fechada a Assembleia Nacional Constituinte. Durante este período, o periódico foi escrito por João Soares Lisboa de dentro da cadeia, quando ele foi preso pela segunda vez.
O jornal era impresso em quatro pequenas páginas frente-verso, que custavam separadamente $080 (Réis). A assinatura trimestral custava 4$000, a semestral 7$200 e, por fim, o pacote anual fechava com um custo de 10$000.

### Representação do povo do Rio de Janeiro
Na noite do dia 29 de maio de 1822 se reuniram na tipografia Silva Porto os seis redatores da Representação do povo do Rio de Janeiro, publicada uma semana antes - dia 23 de maio. O documento, criado por inciativa do Senado da Câmara do Rio de Janeiro, continha mais de seis mil assinaturas e atentava o governo para a necessidade de "Convocação de Cortes Brazilianas" ou "Assembléia Geral Representativa". Com isso, o clima na Corte acabara ficando agitado.
A polêmica repercussão à Representação, além de reações contrárias à Constituinte através da imprensa, fizeram com que os responsáveis por ela se reunissem. Os seis redatores eram:  o jornalista Joaquim Gonçalves Ledo, o desembargador e presidente do Senado, José Clemente Pereira, o padre, jornalista e professor de filosofia Januário da Cunha Barbosa, o padre Antônio João Lessa, o desembargador Bernardo José da Gama, e evidentemente João Soares Lisboa.
Além da presença dos redatores do documento, o próprio João Soares Lisboa revela, em publicação do Correio datada do dia 27 de junho, que estavam presentes naquela noite "...vários assistentes que não quiseram tomar parte ativa da empresa, que muita gente julgava arriscada e de tristes conseqüências".
O encontro ocorreu principalmente por conta do clima de desequilíbrio político que havia se instaurado na Corte. Segundo o professor Renato Lopes Leite, da Universidade Federal do Paraná, que inclusive fez o livro Republicanos e Libertários. Pensadores radicais no Rio de Janeiro (1822), chegou ao conhecimento dos redatores da Representação que o príncipe regente havia ficado insatisfeito com a publicação, muito por causa de seu "teor", e por conta das cobranças que foram feitas. O monarca recebeu o documento das mãos de seus organizadores no dia 23 de maio de 1822.
Renato aponta que oito itens faziam cobrança direta a D. Pedro I e solicitavam:
"1º) uma 'Assembléia Geral das Províncias' com no mínimo cem deputados, 2º) com sessões públicas para preservar a 'união' do Reino Português em 'justas condições', através de 3º) alterações, reformas e emendas da Constituição que se fazia em Lisboa. 4º) Ela exerceria o poder legislador. 5º) Poderia instalar-se com 2/3 do número total dos deputados. 6º) Enquanto esperava-se as 'províncias ainda não coligadas', vigoraria o artigo 21 das 'Bases'. 7º) A 'Assembléia! se entenderia por escrito com as Cortes de Lisboa sobre a "união com Portugal, que o Brasil deseja conservar". 8º) O lugar de seu funcionamento seria a 'Sede da Soberania Brasílica'. As 'Bases', citadas anteriormente são da "Constituição política da Monarquia", foram juradas pelo governo em 1821.
Além da insatisfação do príncipe regente, o Correio do Rio de Janeiro cedeu à pressão de outros veículos, principalmente da Impressão Régia. Entre os atacadores das publicações se destacavam José da Silva Lisboa, que viria a receber o título de Visconde de Cairu (será chamado sempre assim para evitar a confusão com o personagem deste verbete), e o então ministro José Bonifácio de Andrada e Silva.
Inclusive, o principal fato que desencadeou o desequilíbrio político na Corte naquele 23 de maio não foi nem o fato de o regente ter recebido a Representação. Isso porque o iminente Visconte de Cairu havia tornado pública a Reclamação do Brasil Parte XIV. No documento, ele desferiu ataques abertos à Constituinte, à Representação e aos seus respectivos autores.
Cairu apontou que a iniciativa de implementar a Constituinte era "inopinada e prepostera", um plano "... anômalo, cerebrino, e extravagante ...". Os seis redatores da "Representação do Povo do Rio de Janeiro", acima nomeados, eram "... Perturbadores Públicos ...". Pois "O Povo mal guiado é o Dragão Beócio ...".
Desde este dia, a polêmica se instalou na corte carioca, com diversas publicações e debates quanto ao tema. Este clima polêmico foi o responsável pelo encontro dos redatores da Representação na tipografia, e também foi o mote inicial para o que desencadearia as posteriores prisões de João Soares Lisboa.